# 蒼い鳥 (如月千早の曲)
「蒼い鳥」（あおいとり、英: Aoi Tori）は、メディアミックス『アイドルマスター』シリーズの楽曲。2005年9月30日に日本コロムビアよりリリースされた。本作に登場するキャラクターの1人である如月千早（声: 今井麻美）の持ち歌である。作詞は森由里子、作曲は椎名豪。

## 概要
「蒼い鳥」は、『アイドルマスター』シリーズで最も古い楽曲の一つであると同時に、同シリーズを代表する曲の一つである。アーケードゲーム『THE IDOLM@STER』に2005年の稼働開始から収録されており、同年9月30日にアルバム『THE IDOLM@STER MASTERPIECE 02 9:02pm』に収録されリリースされた。
本楽曲を歌唱した今井麻美は、「蒼い鳥」は自身の「運命を変えてくれた」とした上で、「生まれてきてからもう1度、私という人間を生み出してくれた曲」であると後に語っている。
2007年には、ニコニコ動画で活動しているピアニストのピアニート公爵が自身の編曲による本楽曲のピアノ演奏動画を投稿。1日で再生数は4万を超え、その後100万を突破する盛り上がりを見せた。本楽曲を収録したピアニート公爵のアルバム『Singularity』は、オリコンデイリーチャートのクラシック・ジャズチャートで1位を記録した。その後の2019年に、ピアニート公爵はライブイベント「Animelo Summer Live 2019 -STORY-」に出演し、如月千早（今井）が歌う「蒼い鳥」の伴奏を務めた。

## 背景
この楽曲では、夢を追うために恋の終わりを選んだ女性の痛みと決意が1羽の鳥に喩えて歌い上げられており、壮大なバラードとなっている。CDに収録されるロングバージョンにあたる「蒼い鳥 (M@STER VERSION)」は塩入俊哉による編曲で、ピアノとオーケストラによる伴奏がついている上に対位法的な間奏を挟むなど、クラシック音楽志向の強いものであった。
アーケードゲーム『THE IDOLM@STER』のプロデューサーを務めていた小山順一朗によれば、作曲を担当した椎名は小山の確認を取らずにオーケストラ収録してしまったという。オーケストラ収録するには予算が足りないと怒った小山であったが、長い間歌われる曲になったので結果的には良かったと後に語っている。また、作詞を担当した森は、椎名より作詞の依頼を受けたと後に語っている。

## 収録アルバム
「蒼い鳥」には、ゲームに収録されるショートバージョンにあたる「蒼い鳥」と、CDに収録されるロングバージョンにあたる「蒼い鳥 (M@STER VERSION)」の2種類が存在する。

### 蒼い鳥（収録アルバム）
如月千早の持ち歌として作曲されたが、後に他のキャラクターもこの楽曲を録音しているため、分割して記載する。
如月千早
- 『THE IDOLM@STER MASTERPIECE 02 9:02pm』（COCX-33403、2005年11月2日）
- 『THE IDOLM@STER MASTER BOX』（COCX-33793-5、2006年7月19日）
- 『THE IDOLM@STER MASTER BOX ENCORE I & II』（COCX-34772-6、2008年2月6日）
- 『THE IDOLM@STER MASTER BOX III』収録楽曲「蒼い鳥 (REMIX-A)」（COCX-34830-4、2008年4月30日）
- 『THE IDOLM@STER MASTER BOX IV』収録楽曲「蒼い鳥 (REMIX-B)」（XT-2615-20、2008年7月27日）
- 『劇場版『THE IDOLM@STER MOVIE 輝きの向こう側へ!』オリジナル・サウンドトラック』初回限定盤収録楽曲「蒼い鳥 (Piano Instrumental Version)」（COZX-848-9、2014年2月5日）
- 『The Remixes Collection THE IDOLM@STER TO D@NCE TO』収録楽曲「蒼い鳥 -Taku Inoue Remix-」（COCX-38668、2014年7月23日）

他の765プロメンバー
- 『THE IDOLM@STER MASTERPIECE 04』（COCX-33612、2006年3月22日）
- 『THE IDOLM@STER MASTER BOX』（COCX-33793-5、2006年7月19日）
- 『THE IDOLM@STER MASTER BOX II』（XT-2441-3、2007年4月1日）
- 『THE IDOLM@STER MASTER BOX ENCORE I & II』（COCX-34772-6、2008年2月6日）
- 『THE IDOLM@STER MASTER LIVE 02 REM@STER-B』収録楽曲「蒼い鳥 (REM@STER-B)」（COCX-34770、2008年4月16日）
- 『THE IDOLM@STER MASTER BOX III』収録楽曲「蒼い鳥 (REMIX-A)」（COCX-34830-4、2008年4月30日）
- 『THE IDOLM@STER MASTER LIVE 03 Do-Dai』収録楽曲「蒼い鳥 (REM@STER-A)」（COCX-34771、2008年5月14日）
- 『THE IDOLM@STER MASTER BOX IV』収録楽曲「蒼い鳥 (REMIX-B)」（XT-2615-20、2008年7月27日）

最上静香
- 『THE IDOLM@STER MILLION LIVE! 1』オリジナルCD付き特別版（2015年3月12日）

### 蒼い鳥 (M@STER VERSION)（収録アルバム）
- 『THE IDOLM@STER MASTERPIECE 05』（COCX-33631、2006年5月31日[注 1][4]）
- 『THE IDOLM@STER RADIO 〜歌姫楽園〜』（COCX-33906、2006年9月27日[6]）
- 『THE IDOLM@STER MASTER ARTIST 05 如月千早』（COCX-34391、2007年8月22日[7]）
- 『THE IDOLM@STER BEST ALBUM 〜MASTER OF MASTER〜』（COCX-35247-8、2008年11月19日[11]）
- 『THE IDOLM@STER ANIM@TION MASTER 02』（COCX-36899、2011年9月7日[12]）
- 『THE IDOLM@STER 765PRO ALLSTARS+ GRE@TEST BEST! -COOL&BITTER!-』（COCX-38073-4、2013年11月20日[13][30]）

### アレンジ（収録アルバム）
- 『ファミソン8BIT☆アイドルマスター 05 如月千早 / 水瀬伊織』（5pb.Records、2008年6月25日[31]）
- 『EXIT TRANCE PRESENTS ウマウマできるトランスを作ってみた6 どうしてこうなった』（エグジットチューンズ、2009年10月7日[32]）
- ピアニート公爵『Singularity』（DME、2011年4月6日[21]）

## クレジット

### 蒼い鳥（クレジット）
『THE IDOLM@STER MASTERPIECE 02 9:02pm』収録の「蒼い鳥」のクレジットを以下に示す。
- 歌: 如月千早（今井麻美）
- 作詞: 森由里子
- 作曲: 椎名豪
- 編曲: 椎名豪

### 蒼い鳥 (M@STER VERSION)（クレジット）
『THE IDOLM@STER MASTERPIECE 05』収録の「蒼い鳥 (M@STER VERSION)」のクレジットを以下に示す。
- 歌: 如月千早（今井麻美）、三浦あずさ（たかはし智秋）、秋月律子（若林直美）
- 作詞: 森由里子
- 作曲: 椎名豪
- 編曲: 塩入俊哉
- ヴァイオリン: 清水醍輝、双紙正哉、菊池愛
- ヴィオラ: 榎戸崇浩
- チェロ: 江口心一
- コントラバス: 竹下欣伸
- ピアノ: 塩入俊哉

### 蒼い鳥 (REM@STER-B)（クレジット）
『THE IDOLM@STER MASTER LIVE 02』収録の「蒼い鳥 (REM@STER-B)」のクレジットを以下に示す。
- 歌: 萩原雪歩（落合祐里香）
- 作詞: 森由里子
- 作曲: 椎名豪
- 編曲: 宮垣憲一郎
- ギター: 宮垣憲一郎、野村大輔
- Mixed & Recorded: Macoteau T.

### 蒼い鳥 (REM@STER-A)（クレジット）
『THE IDOLM@STER MASTER LIVE 03 Do-Dai』収録の「蒼い鳥 (REM@STER-A)」のクレジットを以下に示す。
- 歌: 天海春香（中村繪里子）
- 作詞: 森由里子
- 作曲: 椎名豪
- 編曲: 竹中文一
- Mixed & Recorded: Macoteau T.